# Autos usados
Autos usados es una novela escrita por Daniel Espartaco Sánchez, autor mexicano, publicada por el sello Random House Mondadori en México en el año 2012. En palabras de su autor, en una entrevista para un blog de Nexos, se trata una Bildungsroman acerca de crecer en los años noventa en el norte de México, en el estado de Chihuahua, y sobre la violencia desatada durante el sexenio de Felipe Calderón Hinojosa durante la llamada Guerra contra el narcotráfico en México. En diciembre de 2012 Autos usados apareció en la lista de mejores libros de la revista Nexos de ese mismo año y en 2013 ganó el Premio Bellas Artes de Narrativa Colima para Obra Publicada.